# قلعه یا رباط ماری
قلعه یا رباط ماری مربوط به اواخر تا دوره سلجوقیان است و در شهرستان گرمسار، ۷/۶ کیلومتری جنوب غرب شهر ایوانکی، جنوب کاروانسرای شاه عباسی واقع شده و این اثر در تاریخ ۲۶ اسفند ۱۳۸۷ با شمارهٔ ثبت ۲۶۰۵۴ به‌عنوان یکی از آثار ملی ایران به ثبت رسیده است.